# Toyo
Toyo (東予市 -shi) é uma cidade japonesa localizada na província de Ehime.
Em 2003, a cidade tinha uma população estimada em 32 652 habitantes e uma densidade populacional de 441,90 h/km². Tem uma área total de 73,89 km².
Recebeu o estatuto de cidade a 1 de Outubro de 1972.